# Pieter Adrianus Kooijman
Pieter Adrianus Kooijman, Rufname „Piet“ (* 25. Februar 1891 in Rotterdam; † 17. Januar 1975 in Den Haag), war ein niederländischer Autor, politischer Aktivist und Anarchist. Kooijman veröffentlichte auch unter den Pseudonymen „Weetgraag“, „M.O.“ und „Observator“.

## Leben
Pieter A. Kooijman wuchs in einer  Mittelschichtsfamilie auf. Er besuchte die Gewerbeschule (Ambachtsschool) und arbeitete in Rotterdam, Amsterdam und Den Haag als Schlosser und Chauffeur.
Kooijman wurde erst Mitglied der Sociaal Democratischen Arbeiders Partij (SDAP; Vorgänger der Partij van de Arbeid) entschied sich jedoch 1918 für die  Communistische Partij Nederland (CPN). Zwei Jahre später trat er aus der CPN wieder aus. Seine Kritik gegenüber politischen Parteien, Gewerkschaften und seine Propaganda für Betriebsstreiks waren der Grund für seinen Austritt. Zusammen mit Leen van der Linde formte er in Den Haag die Gruppe Sozial-Anarchisten („Sociaal-anarchisten“). Die Zusammenarbeit mit der regionalen Föderation der Sozial-Anarchisten war von kurzer Dauer und er nahm Kontakt auf mit der Sociaal Anarchistische Jeugdorganisatie (wörtlich: „Sozial-anarchistische Jugendorganisation“ (SAJO)), der auch Anton Levien Constandse angehörte.
Innerhalb der niederländischen anarchistischen Bewegung entstand 1931 eine Anti-syndikalistische Strömung die eine ländliche Vereinigung von Alarmgruppen (bezüglich der niederländischen Zeitschrift „Alarm“) hervorbrachte, zu der auch Kooijman gehörte. Er nannte sich zu dieser Zeit und auch später „Revolutionär“ und „Alarmist“. Er veröffentlichte in den Zeitschriften Opstand, Recht voor Allen, Alarm, De Vrije Socialist und anderen. Sein Standpunkt als „Alarmist“ wurde von Roel van Duijn eingeführt als Philosophie in der Provo-Bewegung.
Kooijmans Theorie vom Proletariat änderte sich in den 1930er Jahren. Dem Historischen Materialismus („Historisch-Materialisme“) von Karl Marx stellte er seine Auffassung vom Materialistisch- Determinisme gegenüber. Seiner Theorie nach erhielten die  sozialistischen, faschistischen und  kapitalistischen Staaten ihre Macht aufrecht, indem sie künstlich einen Mangel an Konsumgütern in Zeiten ökonomischer Krisen erzeugten. Arbeitslose sollten das Recht auf „freien Konsum“ („vrije consumptie“) haben. Für die aus dem Produktionsprozess ausgestoßenen Arbeitslosen sollte die Parole Nimm und iss („neem en eet“) lauten.
Kooijman war selbst längere Zeit arbeitslos, und zusammen mit gleichgesinnten Arbeitslosen praktizierte er demonstrativ seine Meinung in Restaurants und Geschäften in der Praxis: Nimm und iss, ohne zu bezahlen.
Ende 1921 verübte Kooijman zusammen mit Johan de Haas einen Bombenanschlag auf die Wohnung von Major Verspyck, Mitglied des Kriegsrates, der mitverantwortlich war für das Urteil gegen den Kriegsdienstverweigerer Herman Groenendaal.
Kooijman wurde zu sechs Jahren Gefängnis verurteilt. De Haas wurde freigesprochen. Gegen das strenge Gefängnisregime ging Kooijman in den Hungerstreik. Nach seiner Freilassung  wurde er wieder politisch aktiv.
Pieter Adrianus Kooijman war verheiratet und Vater von drei Kindern.

## Werke
- Neem en eet: Bomaanslag en opruiing als sociale filosofie. Uitgeverij L.J.C. Boucher, 1967 „Neem en eet: Bomaanslag en opruiing als sociale filosofie“ . Kurzinformation bei Google Books.
- Heden, verleden en toekomst in zakformaat: over soort en soortgenooten. Uitgeverij De Alarmisten, 1936.

## Weiterführende Literatur
- L. Hornstra: P. A. Kooijman 75 jaar. In: Vrij Nederland vom 30. April 1966.
- L. Hornstra: P. A. Kooijman – Neem en eet. S. 5–28. Den Haag 1967. Und: Het Vrije Volk. In: Nieuwe Rotterdamsche Courant vom  20. Februar 1971.
- A.L. Constandse: Piet Kooymans strijd tegen het verraad van de arbeiders. Bij de dood van een anarchist. In: Vrij Nederland vom 25. Januar 1975.
- A.L. Constandse: De Alarmisten 1918–1933. Amsterdam 1975.